# Witoksellijster
De witoksellijster (Turdus nigriceps) is een zangvogel uit de familie lijsters (Turdidae).

## Verspreiding en leefgebied
Deze soort komt voor in Argentinië, Bolivia, Brazilië, Ecuador en Peru.